# Ridolfia
Ridolfia  (lat. Ridolfia), monotipski biljni rod iz porodice štitarki raširen od Makaronezije preko Sredozemlja do Turske i Arapskog poluotoka. Vrsta je uvezena i u Peru.
Jedina vrsta je jednogodišnja biljka R. segetum, hrvatski nazivana »usjevna ridolfia«. Nazivaju je i  »lažni komorač« i »divlji komorač«, i smatraju je korovom mediteranskog područja. Visina mu je 40 – 100 cm. Stabljika je uspravna i razgranata. Glavi listovi su fino razdijeljeni nekoliko puta s nitastim listićima, gornji listovi često smanjeni, a baza peteljke proširena. Cvjetovi su žuti, složeni u sitne cvjetiće.
Godine 2021. uklopljena je u rod Anethum pod imenom Anethum ridolfia. 

## Sinonimi
- Anethum ridolfia Spalik & Reduron in Bot. J. Linn. Soc. 198: 19 (2022 publ. 2021)
- Meum segetum Guss. in Fl. Sicul. Prodr. 1: 346 (1827)
- Anethum arvense Besser in Index Seminum (KALIN, Krzemieniec) 1820: [1] (1820), nom. nud.
- Anethum graveolens Ucria in Hort. Panhorm.: 138 (1789), nom. illeg.
- Apium junceum Stokes in Bot. Mat. Med. 2: 155 (1812)
- Ferula quercetorum (Bornm.) M.Hiroe in Umbell. World: 1524 (1979)
- Ferulago quercetorum Bornm. in M.E.Köie, Beitr. Fl. Sudwest-Irans 1: 16 (1945)
- Foeniculum segetum C.Presl in Fl. Sicul.: 26 (1826), nom. nud.